# Margarodes aurelianus
Margarodes aurelianus är en insektsart som beskrevs av Hall 1945. Margarodes aurelianus ingår i släktet Margarodes och familjen pärlsköldlöss.
Artens utbredningsområde är Sudan. Inga underarter finns listade i Catalogue of Life.